# Euphorbia neorubella
Euphorbia neorubella ist eine Pflanzenart aus der Gattung Wolfsmilch (Euphorbia) in der Familie der Wolfsmilchgewächse (Euphorbiaceae).

## Beschreibung
Die sukkulente Euphorbia neorubella wächst als krautige Pflanze aus einer büschelartigen Wurzel, in der rundliche Knollen von bis zu 3 Zentimeter Durchmesser ausgebildet werden. Die vielen, niederliegenden und wenig verzweigten Triebe werden bis 25 Zentimeter lang oder auch länger, bei einem Durchmesser von etwa 5 Millimeter. Die sitzenden und lanzettlich geformten Blätter werden 4,5 Zentimeter lang und 1 Zentimeter breit. Sie sind violett rötlich überlaufen. Es werden sehr kleine Nebenblätter ausgebildet.
Der einfache Blütenstand ist cymös und steht an einem 17 Millimeter langen Stiel. Der rosa gefärbte Brakteenbecher wird etwa 6 Millimeter breit und 4 Millimeter lang und ist zur Spitze hin zugespitzt. Die Cyathien werden etwa 4,5 Millimeter groß. Die roten Nektardrüsen bilden einen Kranz von 1,5 Millimeter Größe aus. Die scharf gelappte Frucht wird etwa 4,5 Millimeter groß und befindet sich an einem 5 Millimeter langen Stiel. Der längliche Samen ist 2,5 Millimeter lang und 1,3 Millimeter breit. Er hat eine aufgeraute Oberfläche und es ist ein Anhängsel vorhanden.

## Verbreitung und Systematik
Euphorbia neorubella ist in Kenia im Machakos County zwischen Felsen in Höhenlagen von 1520 Meter verbreitet und nur vom Typstandort bekannt.
Die Erstbeschreibung der Art erfolgte 1959 als Monadenium montanum var. rubellum P.R.O.Bally. Susan Carter Holmes erhob 1987 die Varietät in den Artrang als Monadenium rubellum (P.R.O.Bally) S.Carter. Peter Vincent Bruyns stellte die Art 2006 als Euphorbia neorubella Bruyns in die Gattung Euphorbia.